# 1991 en sport automobile
Chronologie du Sport automobile
1990 en sport automobile - 1991 en sport automobile - 1992 en sport automobile

## Les faits marquants de l'année1991enSport automobile
- Ayrton Senna remporte le Championnat du monde de Formule 1 au volant d'une McLaren-Honda.

## Par mois

### Janvier
- 17 janvier : cent unième victoire du Finlandais Ari Vatanen au rallye Paris-Dakar.

### Mars
- 10 mars, (Formule 1) : Grand Prix automobile des États-Unis.
- 24 mars, (Formule 1) : Grand Prix automobile du Brésil.

### Avril
- 28 avril (Formule 1) : Grand Prix automobile de Saint-Marin.

### Mai
- 12 mai (Formule 1) : Grand Prix automobile de Monaco.

### Juin
- 2 juin (Formule 1) : Grand Prix automobile du Canada.
- 16 juin : Grand Prix automobile du Mexique.
- 22 juin : départ de la cinquante-neuvième édition des 24 Heures du Mans.
- 23 juin : première victoire d’une marque japonaise aux 24 heures du Mans. Mazda s’impose avec l’équipage Weidler, Gachot et Herbert.

### Juillet
- 7 juillet (Formule 1) : victoire du britannique Nigel Mansell sur une Williams-Renault au Grand Prix automobile de France.
- 14 juillet (Formule 1) : Grand Prix de Grande-Bretagne.
- 28 juillet (Formule 1) : Grand Prix automobile d'Allemagne.

### Août
- 11 août (Formule 1) : Ayrton Senna (McLaren-Honda) remporte la 31e victoire de sa carrière en s'imposant, sur le Hungaroring à Budapest, lors du Grand Prix de Hongrie de Formule 1, devant les deux pilotes Williams-Renault, Nigel Mansell (2e) et Riccardo Patrese (3e).
- 25 août (Formule 1) : Grand Prix automobile de Belgique.

### Septembre
- 8 septembre (Formule 1) : Grand Prix automobile d'Italie.
- 22 septembre (Formule 1) : Grand Prix automobile du Portugal.
- 29 septembre (Formule 1) : Grand Prix automobile d'Espagne.

### Octobre
- 29 octobre (Formule 1) : Grand Prix automobile du Japon.

### Novembre
- 3 novembre (Formule 1) : Grand Prix automobile d'Australie.
- 21 novembre : le Finlandais Juha Kankkunen remporte le championnat du monde des rallyes.

## Naissances
- 17 janvier : Esapekka Lappi, pilote automobile finlandais de rallyes.
- 18 février : Henry Surtees, pilote automobile britannique.  († 19 juillet 2009).
- 20 janvier : Jolyon Palmer, pilote automobile britannique.

- 26 janvier : Grégoire Demoustier, pilote automobile français.
- 11 mars : John Edwards, pilote automobile américain.
- 22 mars : Felipe Guimarães, pilote automobile brésilien.
- 8 mai : Laurens Vanthoor, pilote automobile belge.
- 9 mai : Ivan Loukachevitch, pilote automobile russe.
- 10 mai : Jordan Taylor, pilote automobile américain engagé à partir de 2008 en Rolex Sports Car Series.
- 22 juin : Enzo Ide, pilote automobile belge.
- 5 août : Esteban Gutiérrez, pilote automobile mexicain.
- 9 septembre : Jann Mardenborough, pilote automobile britannique.
- 25 septembre : Alexander Rossi, pilote automobile américain.
- 15 octobre, Charlotte Dalmasso, pilote automobile française de rallye.
- 29 octobre : Harry Tincknell, pilote automobile britannique.
- 7 novembre : Felix Rosenqvist, pilote automobile suédois.
- 18 novembre : Joey Doiron, pilote automobile de stock-car.
- 15 décembre : Conor Daly, pilote automobile américain.

## Décès
- 7 janvier : Henri Louveau, pilote français de courses automobiles sur circuits. (° 25 janvier 1910).
- 8 mars : Ludwig Fischer, 75 ans, pilote automobile allemand. (° 17 décembre 1915).
- 15 mai : Fritz Riess, pilote automobile allemand. (° 11 juillet 1922).
- 18 décembre : George Abecassis, 78 ans, pilote automobile anglais, ayant disputé 2 GP de Formule 1 en 1951 et 1952. (° 21 mars 1913).